# Cine Royal Victoria

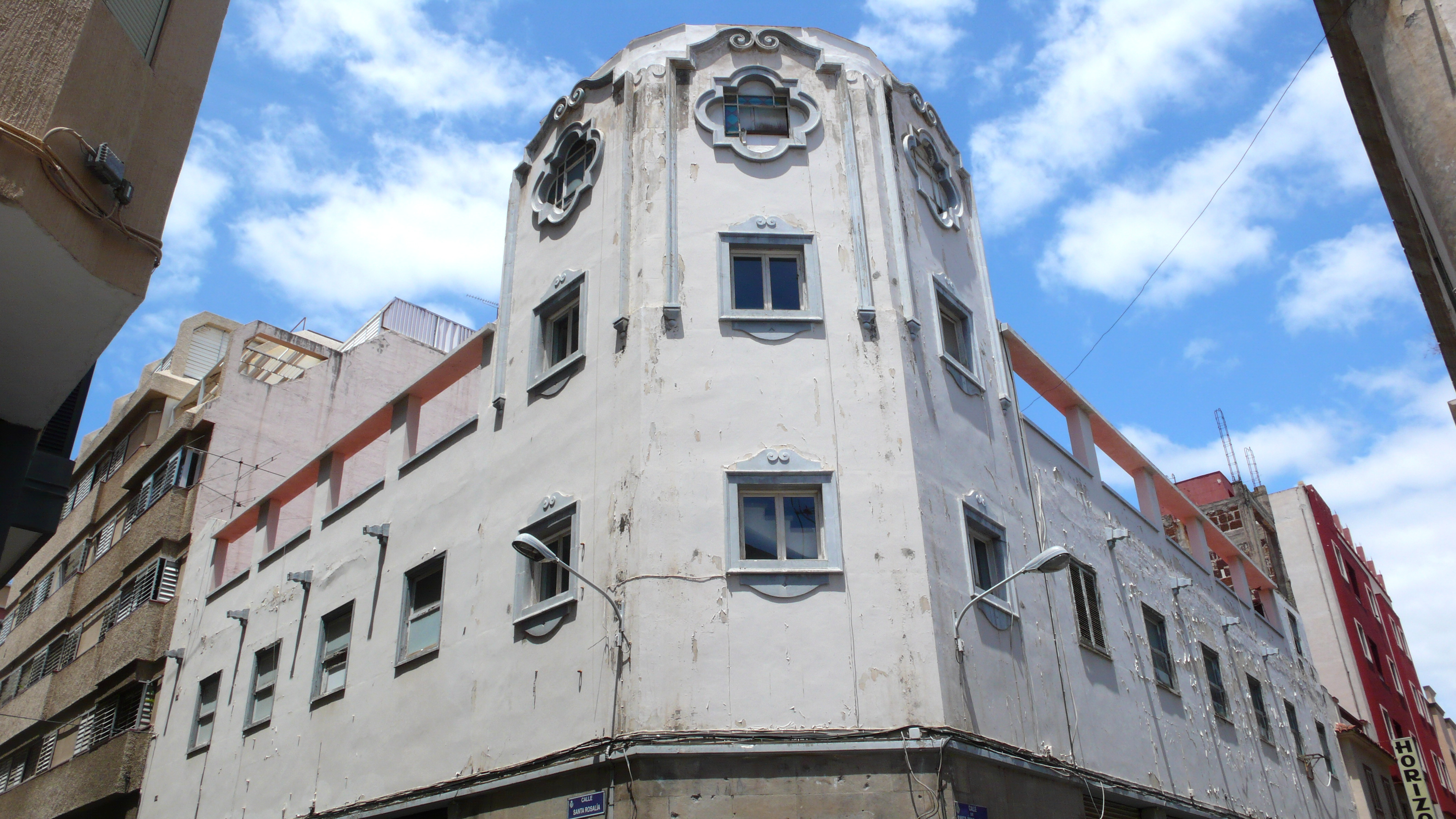
Edificio anexo al cine Royal Victoria. En la torre de la esquina había una suite donde se alojaban algunos actores que actuaron en el cine-teatro.

El Cine Royal Victoria fue un cine de la ciudad de Santa Cruz de Tenerife (Canarias, España) construido en 1930 por el arquitecto José Blasco Robles. Situado en la calle de la Rosa del barrio de El Toscal funcionó hasta 1975, siendo derribado en febrero de 1979.
Se inauguró en febrero de 1931 con la película La última aventura de Mrs. Cheyney (1929) de Sidney Franklin, con Norma Shearer y Basil Rathbone. En este cine, en 1953, se proyectó por primera vez en la isla de Tenerife una película en relieve (3D). Fue Bwana, diablo de la selva de Arch Oboler, con Robert Stack y Barbara Britton, una producción de 1952. El Royal Victoria tenía una capacidad para 740 personas y pertenecía a la Empresa Zamorano. También se representaban obras de teatro.
Más tarde se construyó un edificio anexo proyectado por José Enrique Marrero Regalado. Este inmueble se conserva en la actualidad, aunque en estado de abandono, y en él se ubica aún la cantina del cine Royal Victoria situada en un patio interior al que salían los espectadores en el intermedio de las proyecciones. Poseía, además, una suite en la que se alojaron actores famosos que actuaron en funciones en el cine-teatro. En la azotea de este edificio estaba previsto que se ubicase un cine de verano al aire libre, pero el proyecto quedó sin terminar debido a protestas vecinales.

## Galería

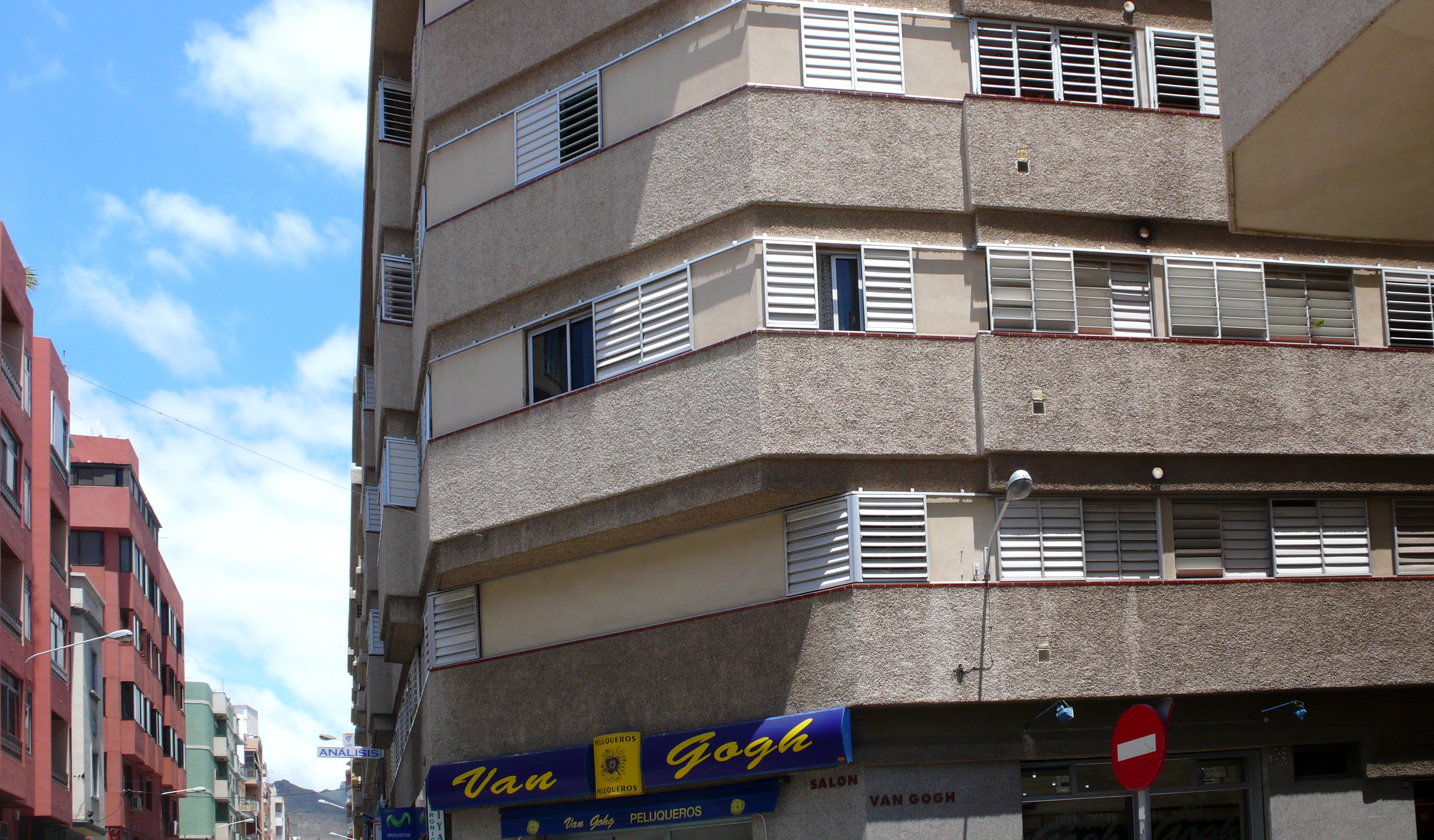
En el lugar donde se encontraba el cine se levanta hoy este edificio llamado "Royal Victoria".